# A Well Respected Man
"A Well Respected Man" é uma canção da banda britânica The Kinks, originalmente lançada no extended play Kwyet Kinks em setembro de 1965. Virou single nos Estados Unidos em outubro e chegou ao 13º lugar.

## Posição nas paradas musicais
| Parada (1965–66)                   | Melhor posição |
| ---------------------------------- | -------------- |
| Austrália (Kent Music Report)      | 13             |
| Bélgica (Ultratop 50 de Flandres)  | 20             |
| Bélgica (Ultratop 50 da Valônia)   | 36             |
| Canadá (CHUM)                      | 4              |
| França (IFOP)                      | 20             |
| Malásia                            | 8              |
| Países Baixos (Dutch Top 40)       | 8              |
| Países Baixos (Single Top 100)     | 6              |
| Singapura                          | 3              |
| África do Sul (Springbok Radio)    | 7              |
| Suécia (Kvällstoppen)              | 5              |
| Estados Unidos (Billboard Hot 100) | 13             |
| Estados Unidos (Cash Box Top 100)  | 9              |